# Bellville
Bellville es una ciudad ubicada en el condado de Austin en el estado estadounidense de Texas. En el Censo de 2010 tenía una población de 4.097 habitantes y una densidad poblacional de 591,35 personas por km².

## Geografía
Bellville se encuentra ubicada en las coordenadas 29°56′50″N 96°15′36″O / 29.94722, -96.26000. Según la Oficina del Censo de los Estados Unidos, Bellville tiene una superficie total de 6.93 km², de la cual 6.88 km² corresponden a tierra firme y (0.71%) 0.05 km² es agua.

## Demografía
Según el censo de 2010, había 4.097 personas residiendo en Bellville. La densidad de población era de 591,35 hab./km². De los 4.097 habitantes, Bellville estaba compuesto por el 78.37% blancos, el 10.2% eran afroamericanos, el 1.22% eran amerindios, el 0.59% eran asiáticos, el 0.02% eran isleños del Pacífico, el 8.05% eran de otras razas y el 1.54% pertenecían a dos o más razas. Del total de la población el 21.21% eran hispanos o latinos de cualquier raza.